# 薩斯格倫德

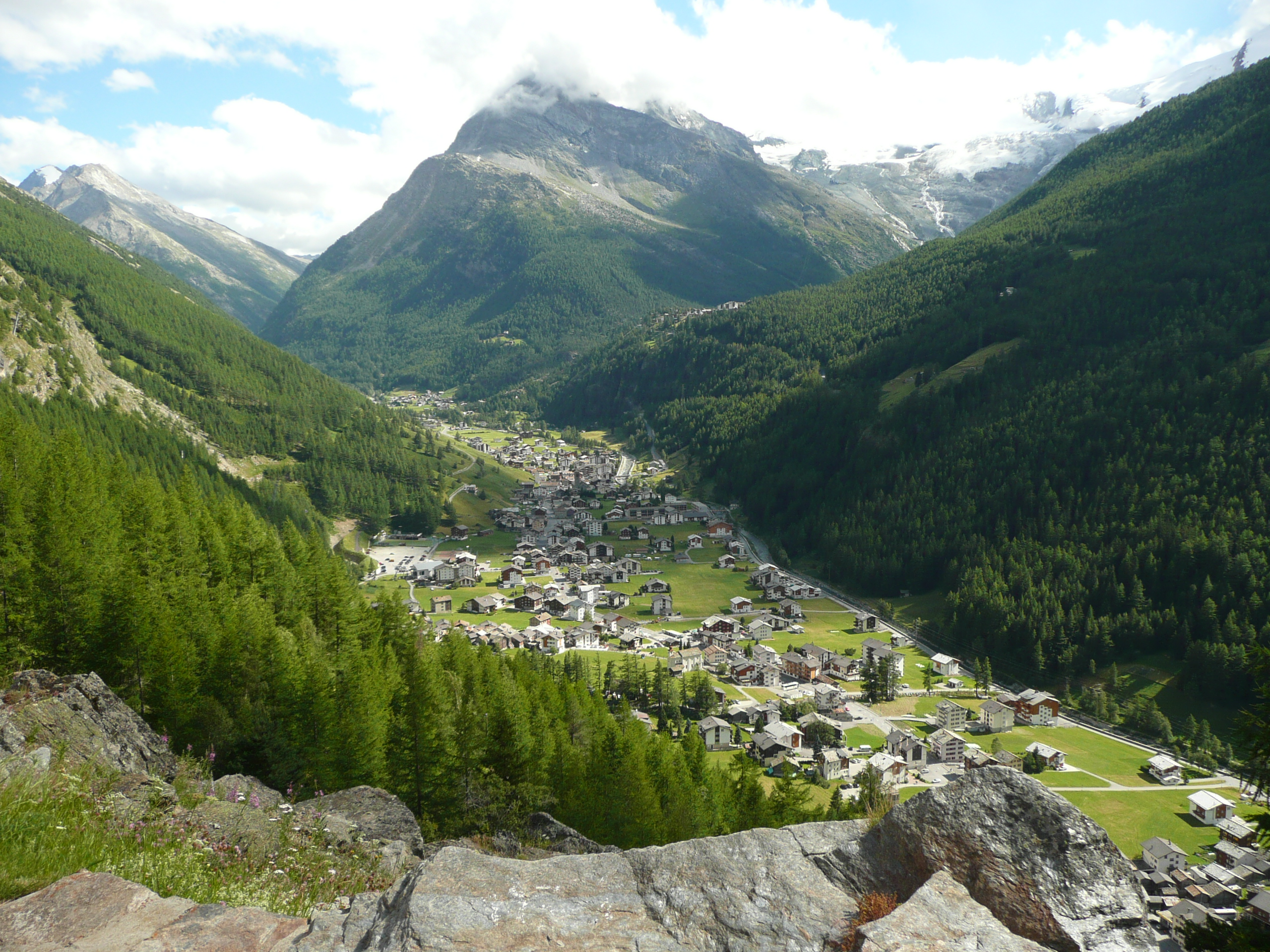

薩斯格倫德是瑞士的城鎮，位於該國南部，由瓦萊州負責管轄，面積24.55平方公里，海拔高度1,559米，2011年人口1,076，八成人口信奉羅馬天主教，人口密度每平方公里44人。

## 外部連結
- Saas-Grund on Saas-Fee Tourism （英文）